# احمدآباد وسط
احمدآباد وسط، روستایی از توابع بخش مرکزی شهرستان ورامین در استان تهران ایران است.
این روستا از قدیم در صنعت سفال فعالیت داشته و به این دلیل به آن احمدآباد کوزه گران می‌گویند.
هم‌اکنون نیز تعداد زیادی از کارگاه‌ها و صنایع سفال و سرامیک در این روستا مستقر بوده و اقدام به تولید انواع وسایل و لوازم سفالی می‌نمایند که همواره مورد بازدید گردشگران قرار می‌گیرد.
احمدآباد کوزه گران با دارا بودن بیش از ۶۰۰ هکتار اراضی قابل کشت است که بیشترین محصولات کشاورزی آن را غلات، صیفی جات، پنبه، حبوبات، باغات انگور و گردو تشکیل می‌دهد.
این روستای هدف گردشگری از تعداد بسیاری آثار تاریخی تشکیل شده که به‌طور نمونه می‌توان به امامزاده سید حسین، قلعه زمزم، قبرستان قدیمی، مسجد قدیمی، تپه قلعه و منگل رودخانه اشاره کرد.
نسب امام زاده سید حسین به امام حسن مجتبی (ع) بازمی‌گردد.
بقعه مرقد امام زاده رو به شمال قرار گرفته گنبد بلند آن که بر روی ساختمان چهاردیواری واقع شده و قبر در اتاقی بدون تزئینات درون صندوقچه ای چوبی قدیمی قرار دارد.
اهالی روستا از کرامات و معجزات این امام زاده بسیار تعریف کرده‌اند و همواره برای راز و نیاز به این مکان مراجعه می‌کنند.
قلعه زمزم به شکل مربع و به ابعاد ۷۰ متر در ۷۰ متر با دیواره‌هایی به عرض ۳ متر در وسط روستای احمدآباد کوزه گران قرار گرفته است.
ارتفاع دیواره‌ها به بیش از ۳ متر می‌رسیده ولی فرسایش این دیواره‌ها از ارتفاع آن کاسته است.
در وسط این قلعه چشمه ای با آب بسیار گوارا بوده که تا چند سال قبل نیز جاری بوده ولی برداشت‌های صورت گرفته از سفره‌های زیر زمین آن را خشکاند.
برای رسیدن به این روستا باید پس از میدان ولی عصر به سمت سه راهی قاسم‌آباد رفته و ۸ کلیومتر در جاده شاهزاده محمد حرکت نمود تا به روستای احمدآباد کوزه گران رسید.

## جمعیت
این روستا در دهستان بهنام وسط شمالی قرار دارد و براساس سرشماری مرکز آمار ایران در سال ۱۳۸۵، جمعیت آن ۲٬۴۹۳ نفر (۵۸۶خانوار) بوده است.